# Cementiri de l'Almudena

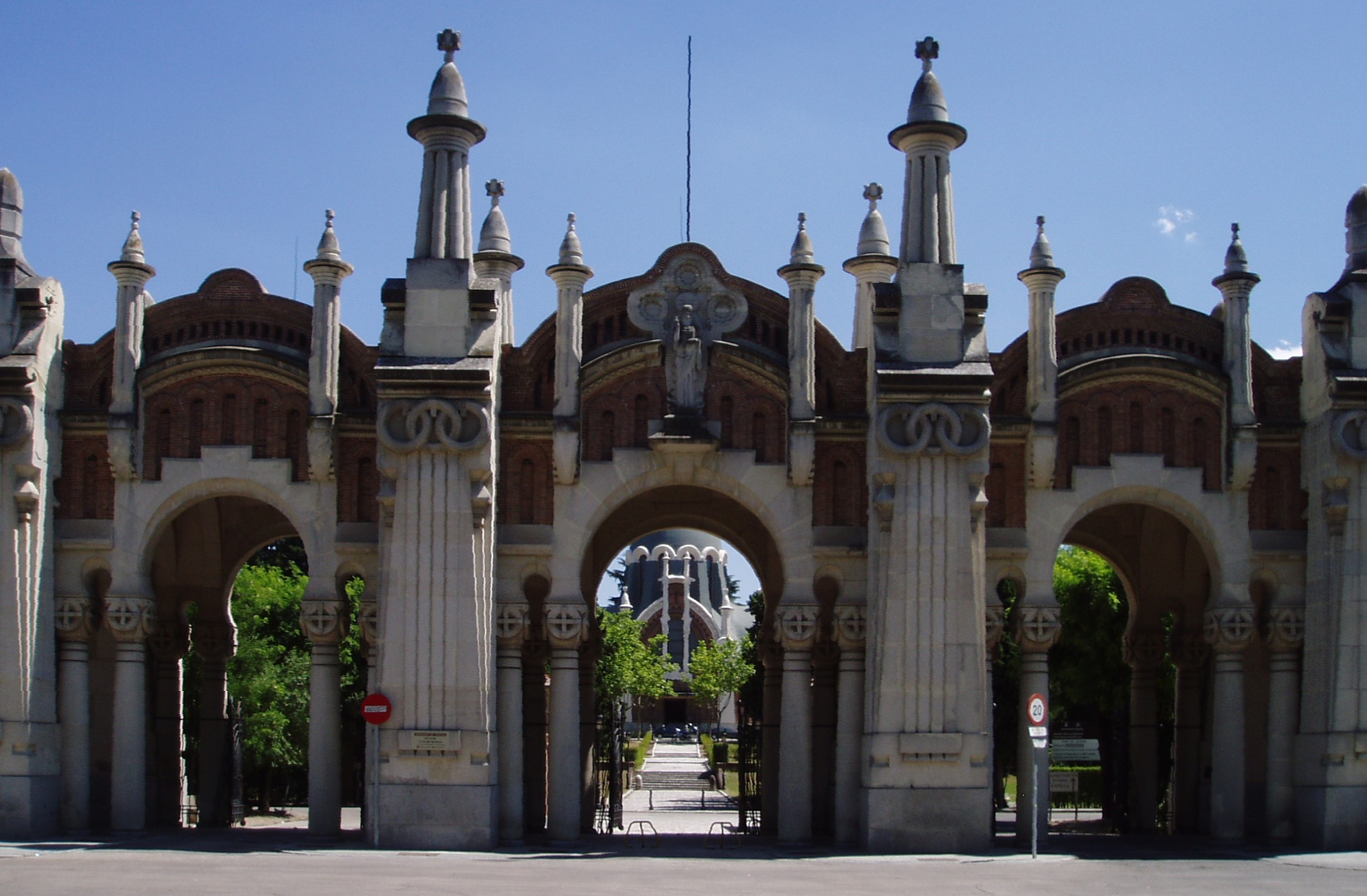
Porta d'entrada del Cementiri de La Almudena, obra dels arquitectes Fernando Arbós i José Urioste.

El Cementiri de la Mare de Déu de l'Almudena està situat a Madrid, concretament al barri de Ventas del districte de Ciudad Lineal. Amb 120 hectàrees d'extensió, és el cementiri més gran de la ciutat i un dels majors d'Europa occidental. El nombre de persones inhumades en ell al llarg de la seva història (aproximadament cinc milions) sobrepassa al dels actuals habitants de la ciutat. Rep el seu nom de la Mare de Déu de l'Almudena, patrona de Madrid. Es troba delimitat per les avingudes de Daroca i de Las Trece Rosas i la carretera M-23.
En realitat el cementiri de l'Almudena va sorgir en 1884 com cementiri provisional al costat de la llavors en construcció Necròpoli de l'Este, encara que actualment sota el seu nom s'engloba tot el conjunt, integrat també pels cementiris civil i hebreu, situats a l'altre costat de l'avinguda de Daroca, al barri de Pueblo Nuevo del mateix districte.
Va ser el cementiri principal de la capital des de 1884 a 1973. Des dels anys 20, i fins a la construcció del Cementiri Sud (districte de Carabanchel), fou l'únic cementiri la ciutat per a la majoria de la població, amb l'excepció d'algunes Sacramentals de diferents confraries.

## Història

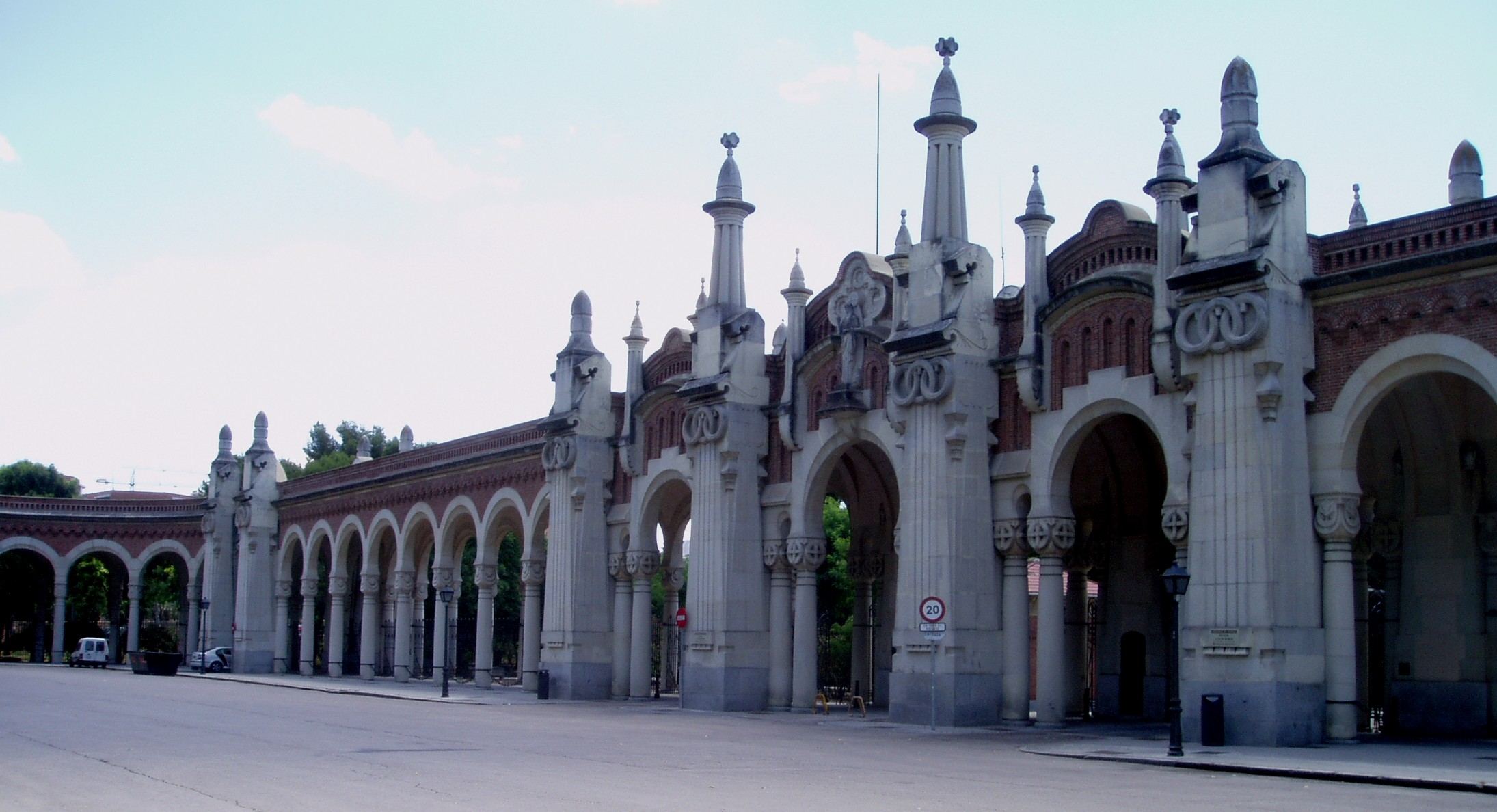
Pòrtic d'entrada.

Ja des del regnat de Carles III d'Espanya es va voler traslladar els cementiris als afores de les ciutats, encara que aquesta pretensió va xocar amb els desitjos de l'Església. Al començament del segle xix, amb Josep Bonaparte al tron, es comencen a construir els primers cementiris extramurs. Segons la real ordre del 28 d'agost de 1850, els cementiris madrilenys no podien situar-se a menys d'1.500 vares de la ciutat pel costat nord i, en la caserna sud (la divisió administrativa de l'època), no podia situar-se cap cementiri al marge esquerre del riu Manzanares.
Posteriorment, per una llei municipal de 1868, els ajuntaments havien d'encarregar-se de l'administració i conservació dels cementiris, per la qual cosa el 28 de maig de 1876 es va crear una comissió encarregada de la construcció de l'anomenada «Necròpoli de l'Est», que estaria situada en la part oriental de la ciutat, al llavors poble, i avui districte de la capital, de Vicálvaro, per a això l'ajuntament va comprar els terrenys denominats de «La Elipa», que es van incloure al municipi de Madrid. També existia el projecte de construir la «Necròpoli de l'Oest», encara que no va arribar a realitzar-se.

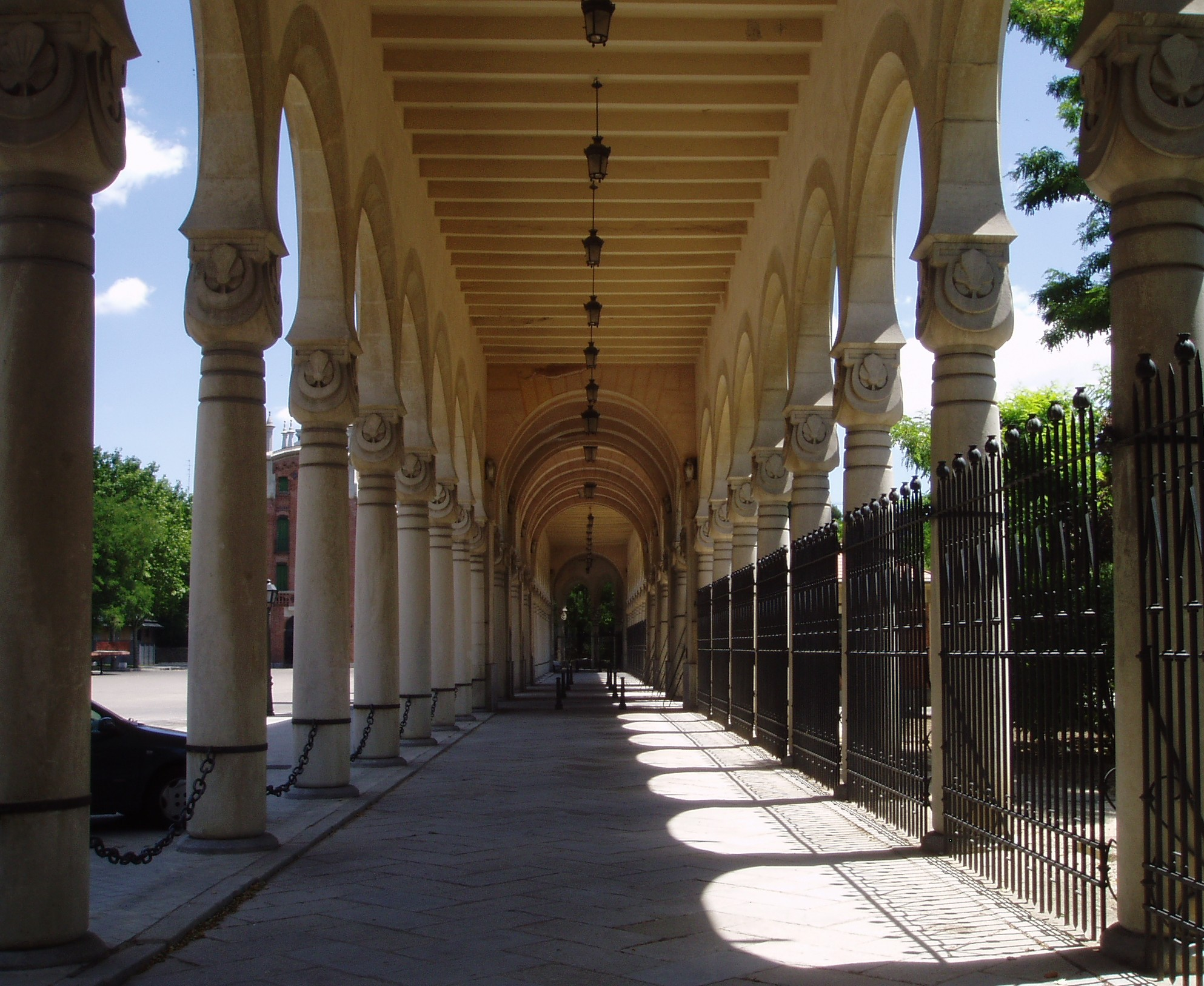
Vista interior del pòrtic d'entrada.

Els arquitectes Fernando Arbós y Tremanti i José Urioste y Velada van guanyar el concurs de construcció de la necròpoli, que va començar a l'any següent. El projecte tenia en compte la topografia del terreny, una lloma amb el punt més alt situat a 695 metres, perquè la construcció resultés menys cara pel menor moviment de terres i perquè es produís, per raons higièniques, una bona circulació d'aire. Amb influències dels cementiris de Gènova i Viena, el cementiri es dividia en cinc bancals, cadascun cinc metres per sota de l'anterior. En els murs de contenció se situaven els nínxols. La capacitat original d'aquesta necròpoli era de 62.291 sepultures, que admetien 7.000 enterraments a l'any, gairebé la meitat de la mortandat anual de la ciutat en aquesta època, que era de 15.000 persones.

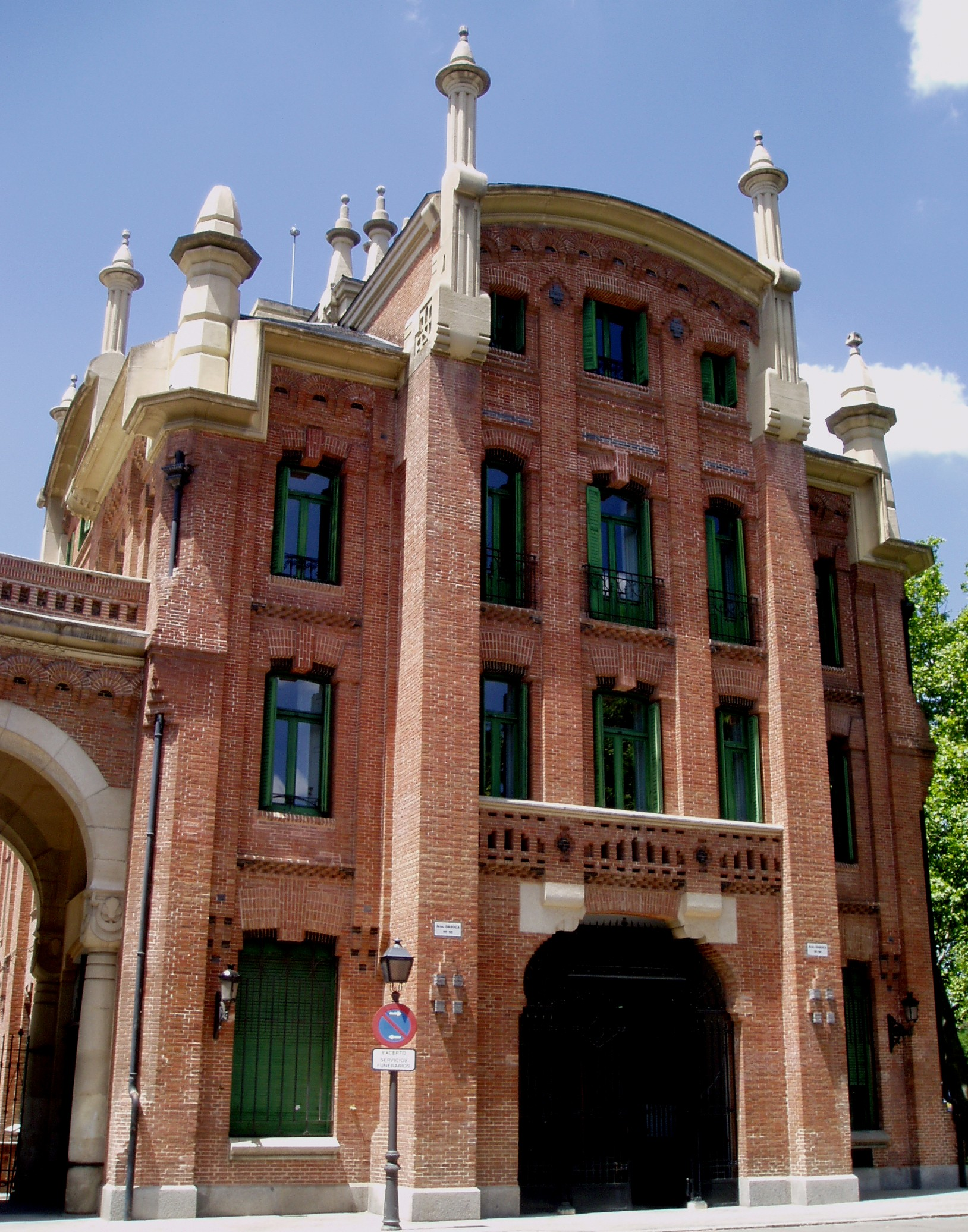
Un dels edificis situats a banda i banda del pòrtic d'entrada.

Durant 1884 i 1885, estant encara en construcció la necròpoli, va haver-hi una epidèmia de còlera a la ciutat, per la qual cosa es va decidir habilitar un cementiri provisional, anomenat «d'epidèmies», que va començar a funcionar el dia 15 de juny de 1884 i que es va denominar Cementiri de la Mare de Déu de l'Almudena. L'1 de setembre van deixar de funcionar set dels onze cementiris de la ciutat, pervivint només els de les sacramentals de San Isidro, San Justo, Santa María i San Lorenzo.
Durant els primers anys del segle XX es va seguir amb el projecte de construcció alhora que es preparaven noves ampliacions. Així per exemple, en 1916 l'arquitecte municipal Francisco García Nava, encarregat de les obres des de 1905, va augmentar les sepultures a 81.638, amb capacitat per 885.000 enterraments (17.700 a l'any). En 1925 es va inaugurar oficialment la necròpoli. Dos anys després, García Nava, tenint en compte els plans d'ampliació i l'índex de mortandat, va calcular que el cementiri tindria capacitat fins a l'any 2000, encara que tan sols trenta anys després ja va haver d'ampliar-se.

## Descripció

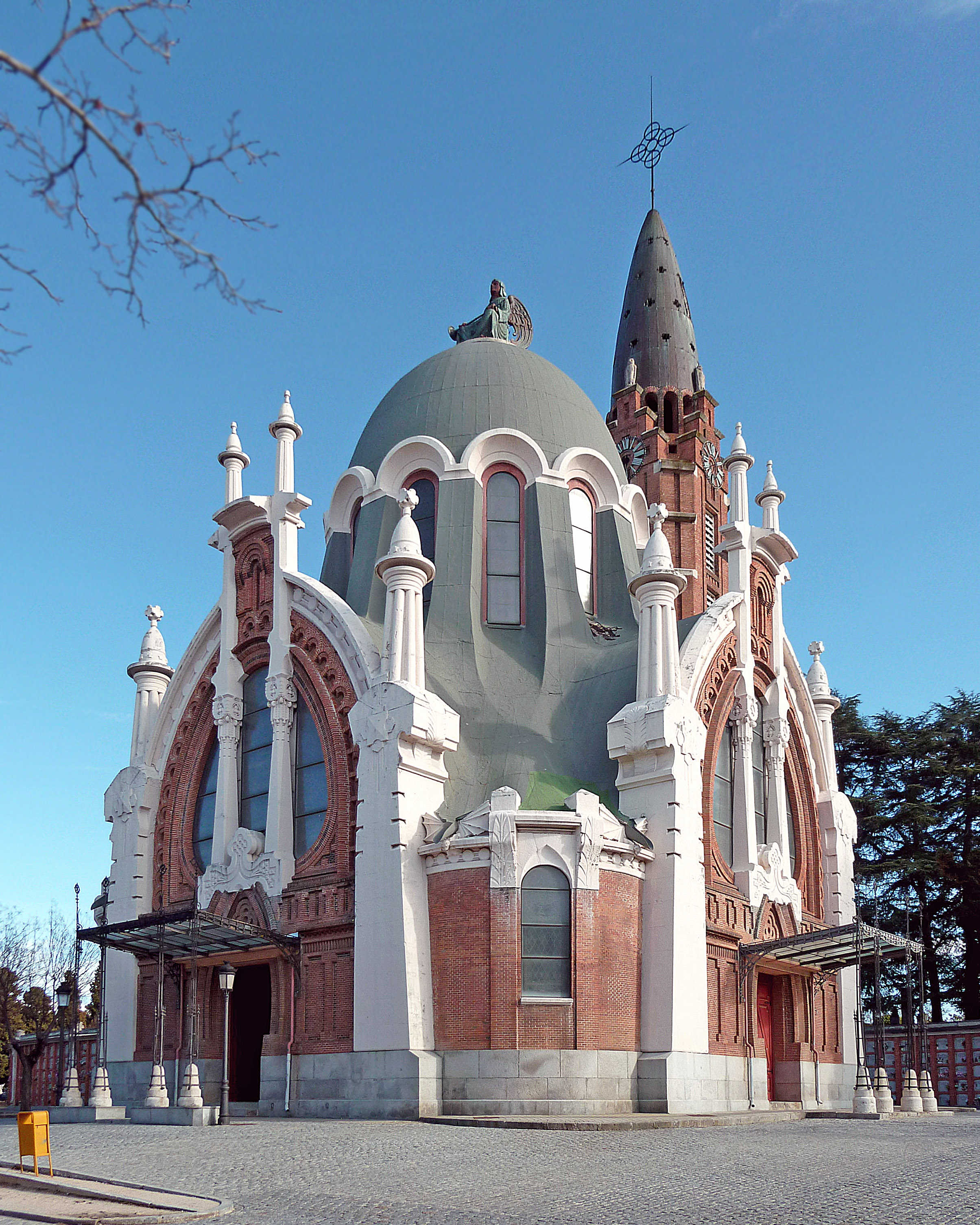
Capella.

L'actual cementiri pot dividir-se en tres parts: la necròpoli, el cementiri original i l'ampliació de 1955.
La necròpoli va ser inicialment projectada per Arbós i Urioste. L'entrada principal està situada en el vèrtex nord-oest del recinte, que té forma triangular, en la confluència de les avingudes de Daroca i de les Trece Rosas, on hi ha uns jardins. A continuació es troba el pòrtic d'entrada. Aquest és d'estil modernista amb influència neomudéjar, utilitzant el maó, granit pel basament i pedra calcària per a les columnes. Té en el centre tres arcs d'entrada, delimitats per columnes dobles acabades en alts pinacles, i coberts per sengles cúpules. Sobre l'arc central està representada la figura de Déu Pare. A banda i banda continua el pòrtic amb altres vuit arcs iguals, un més amb gruixudes columnes i volta, altres quatre que giren noranta graus el conjunt i sengles edificis d'oficines. Darrere del pòrtic hi ha uns jardins i dos edificis més.
La necròpoli té forma basilical, de creu grega, amb els seus quatre costats formats per sengles absis trilobulats inscrits al seu torn en altres semicirculars exteriors. Només el lòbul central de l'absis situat als peus és còncau, diferent a la resta, deixant així en el seu interior, enfront dels jardins d'entrada, espai per a la capella de la necròpoli. Aquesta també és de planta de creu grega i del mateix estil que el pòrtic d'entrada, amb una torre en la paret sud-est.

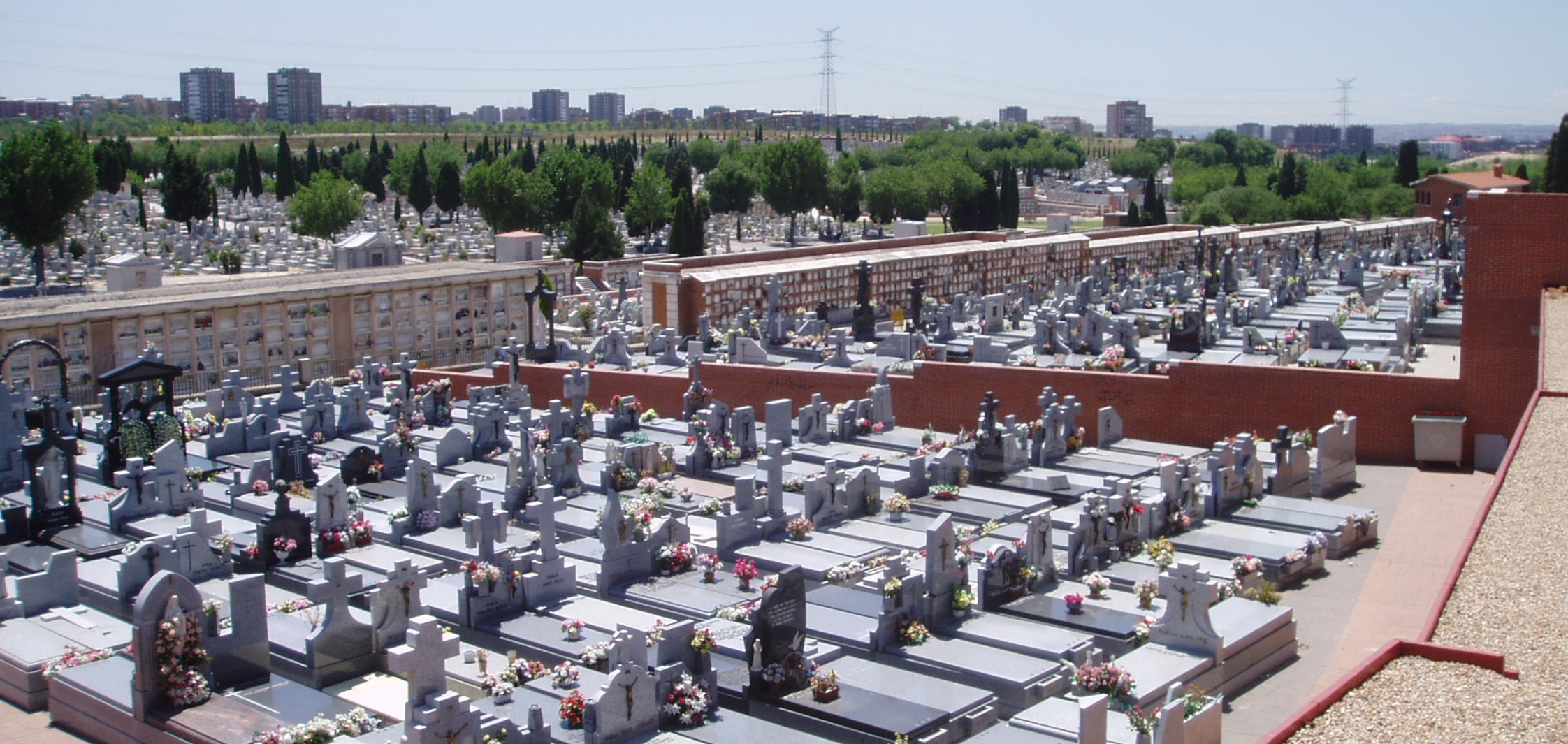
Ampliació.

La zona central de la necròpoli, un cercle de 75 metres de diàmetre, aprofita l'elevació del terreny com si es tractés de la cúpula de la basílica. Per a la zona central d'aquest cercle es va projectar originalment un monument amb una cripta, amb tota l'àrea ocupada per enterraments de personatges cèlebres. Des d'aquí el terreny descendeix en graderies concèntriques denominades altiplans.
Cap a l'est de la necròpoli es troba el primitiu cementiri de La Mare de Déu de l'Almudena, inaugurat provisionalment en 1884 amb motiu de l'epidèmia de còlera. La seva capacitat era de 23.808 enterraments i posteriorment es va incloure en el projecte general de la necròpoli, a la qual va acabar donant nom.
A aquestes dues parts cal afegir l'ampliació realitzada en 1955, en la qual en els anys setanta es va inaugurar el forn crematori.

## Inhumacions

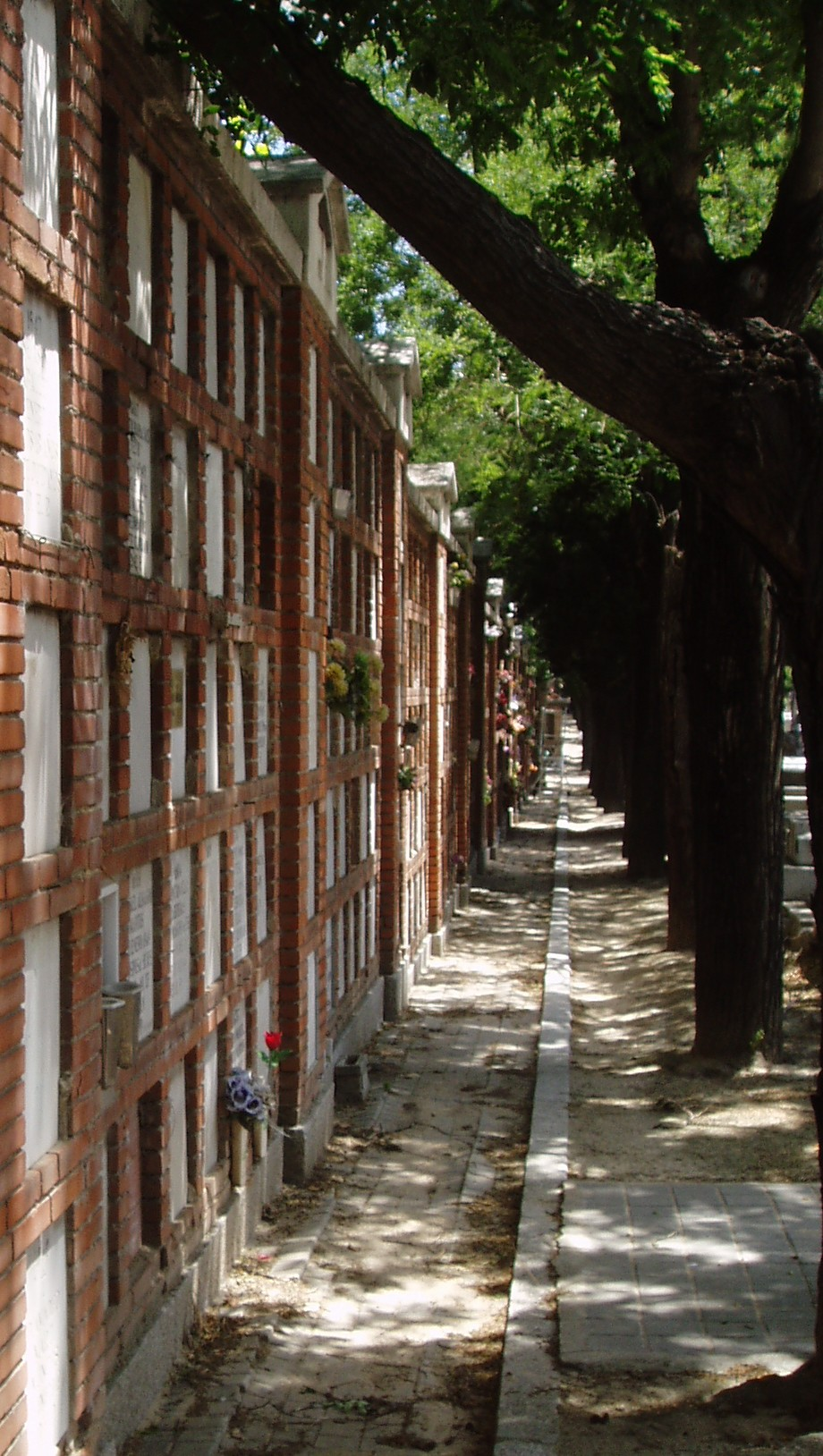
Nínxols adossats a la tàpia de l'avinguda de Daroca.

Entre els personatges il·lustres enterrats en el cementiri (bé civil o religiós) i els monuments commemoratius erigits en el seu recinte cal destacar els següents:

### Monuments commemoratius

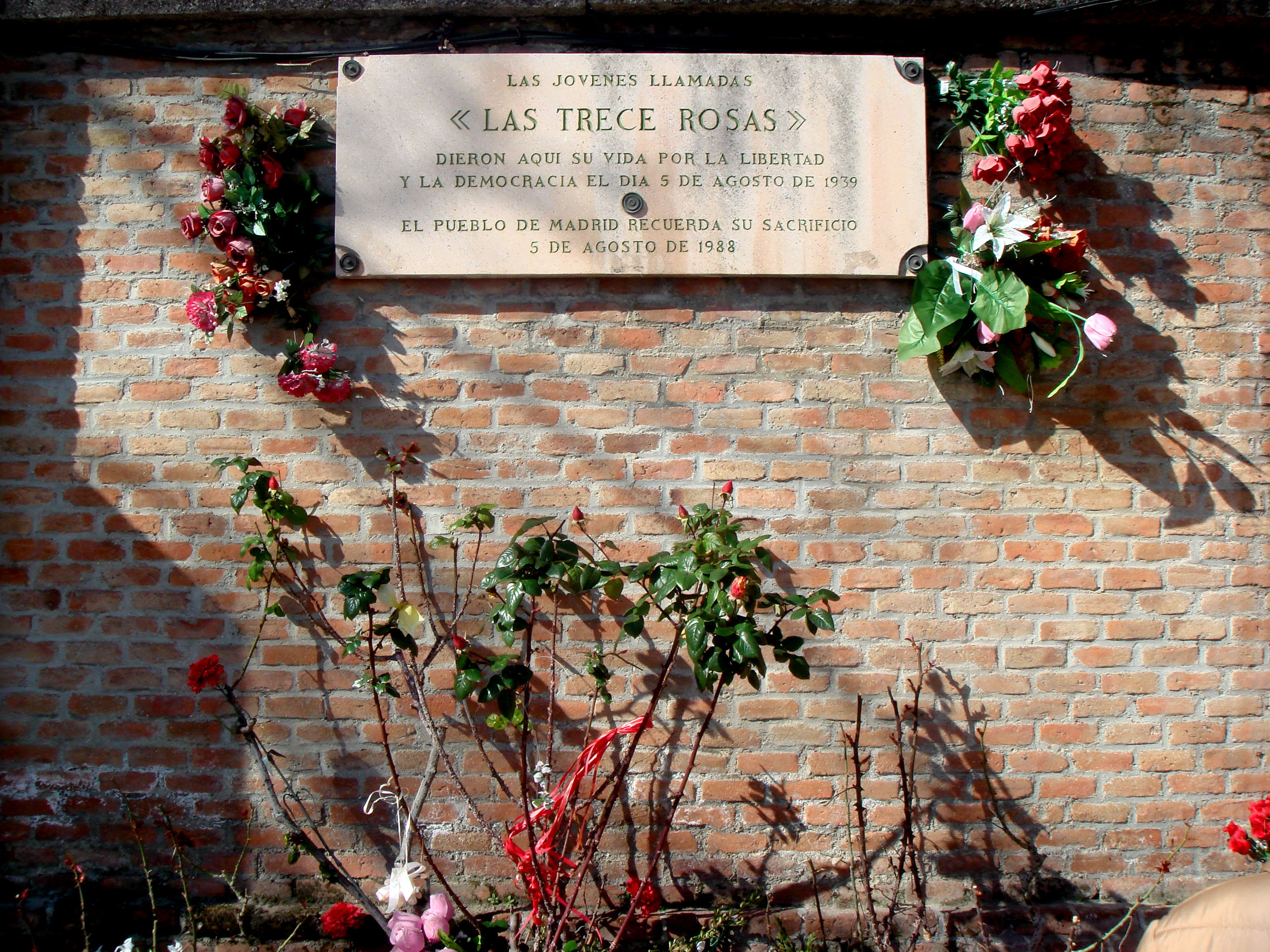
Monument homenatge a Las Trece Rosas.

- Monuments als Caiguts de la Divisió Blava
- Monuments als Caiguts de la Legió Còndor
- Monuments als Herois de Cuba
- Monuments als Herois de Filipines
- Monuments als Morts al Teatre Novedades
- Monument a las Trece Rosas

### Afusellaments després de la Guerra Civil
Entre els anys 1939 i 1945, més de 2.500 persones condemnades a mort per la jurisdicció militar franquista van ser afusellades en les tàpies del cementiri. Els seus noms i les circumstàncies de les seves morts figuren inscrits en el registre d'enterraments del cementiri. Entre ells cal destacar:
- Julián Zugazagoitia Mendieta (1899–1940), polític, periodista i escriptor socialista.
- Francisco Cruz Salido (18¿?–1940), periodista i escriptor socialista.
- Cayetano Redondo Aceña (1888–1940), periodista y polític.
- José Cazorla Maure (????-1940), conseller de la Junta de Defensa de Madrid i dirigent del PCE.
- Las Trece Rosas (1939), nom col·lectiu donat a tretze noies de les JSU afusellades poc després de la fi de la Guerra Civil Espanyola.